# Tenesmo rettale
Il tenesmo rettale è uno spasmo doloroso dell'ano che si accompagna a una sensazione di bisogno impellente di defecare, e che nella maggior parte dei casi compare improvvisamente la notte durante il sonno e passa dopo pochi minuti.

## Eziologia
Negli altri casi: 
- può essere indotto da un processo infiammatorio che interessi il retto, l'ano e i tratti più distali del colon, ma in questi casi si presenta per lo più successivamente a rettocolite ulcerosa, proctiti specifiche (come infezioni a trasmissione sessuale) o aspecifiche (come la malattia di Crohn e ragadi anali)
- può dipendere da forme di autogestione ("fai da te") scorretta della stipsi cronica da parte del paziente[1]
- non rare sono le cause psicogene, che causano colite spastica di natura nervosa
- Il sintomo può essere infine legato alla presenza di neoplasie del colon-retto (in particolare nei tratti ampollare e sotto-ampollare)
- Il tenesmo rettale è anche uno dei possibili sintomi causati dal morbo del colera o dalla dissenteria
- il tenesmo, associato con vomito, dolori addominali e febbre modica sta ad indicare la sintomatologia della dissenteria bacillare causata dal genere di batteri Shigella
- può anche essere causato da infestazioni da Schistosoma mansoni, agente eziologico della schistosomiasi intestinale ed epatosplenica